# 전제 (언어학)
전제(前提, 영어: presupposition)는 대화에 언급되지 않아도 암시되는 세계관이나 배경에 관한 암묵적 사항을 이르는 말이다.

## 언어적 성질
- 분열문과 같은 통사 구문은 전제를 유발한다.
- 문장이 부정되어도 그 문장의 전제는 유지된다.
- ‘후회하다’와 같은 어휘 항목은 전제를 유발한다.
- 내포문에서 생성된 전제라도 취소될 수 있다.

## 예
언어학의 화용론(Pragmatics)에서 전제(話用論的前提)는 특정한 맥락과 장면 속에서 파악할 수 있는 전제. 문장의 진리 관계로 분석하는 의미론적 전제와 비교된다. 예를 들어, “문 좀 닫아 주세요.”를 적절한 발화로 만들기 위해서는 “문이 있다.”, “문이 열려 있다.”, “화자는 청자가 요구를 들어줄 수 있을 것이라고 믿는다.”가 충족되어야 한다.

## 같이 보기
- 함의
- 함축
- 논리학